# Anouska van der Zee
Anouska Johanna Maria van der Zee (Utrecht, 5 aprile 1976) è un'ex ciclista su strada e pistard olandese, professionista fino al 2004.
Ha partecipato ai Giochi della XXVIII Olimpiade del 2004, ritirandosi nella corsa in linea.

## Palmarès

### Strada
- 1997

2ª tappa Grote Prijs Boekel
- 2001

1ª tappa Ster van Zeeland
1ª tappa Ster van Walcheren
- 2002

1ª tappa Grote Prijs Boekel

#### Altri successi
- 2000

Campionati olandesi, Clubs
- 2001

Campionati olandesi, Clubs
- 2002

Campionati olandesi, Clubs
- 2003

3ª tappa Holland Tour (cronometro)
- 2004

Campionati olandesi, Clubs

### Pista
- 2000

3ª prova Coppa del mondo, Corsa a punti (Città del Messico)

## Piazzamenti

### Competizioni mondiali
- Campionati del mondo su pista

Manchester 2000 - Inseguimento individuale: 8ª
Copenaghen 2002 - Inseguimento individuale: 10ª
- Giochi olimpici

Atene 2004 - In linea: ritirata